# Asura homoea
Asura homoea là một loài bướm đêm thuộc phân họ Arctiinae, họ Erebidae.